# Vicência
Vicência es municipio brasileño del estado de Pernambuco. Tiene una población estimada al 2020 de 56.772 habitantes, según datos del IBGE.

## Historia
El primer asentamiento de Vicência comenzó con la construcción de una capilla próxima a la residencia de Vicência Barbosa de Melo, constituyendo así el poblado que vendría a ser elevado, por fuerza de la Ley Provincial n° 1.448 de 5 de junio de 1879, a la categoría de parroquia.
En 1891, el decreto provincial n° 142, de 30 de mayo de 1891, elevó a los distritos de Paz de Vicência, Angélicas y Aliança a la condición de villa, bajo la denominación de Vicência. El 15 de junio de 1891 la Intendencia de Vicência envió oficio al gobernador del estado de Pernambuco informando haber sido instalado el municipio en esa fecha.
El 11 de septiembre de 1928 la localidad fue elevada a la categoría de ciudad, a través de la Ley Provincial 1931. Quedó constituido el municipio de Vicência con los distritos de Vicência y Angélicas, desglosado del municipio de Nazaré. Su emancipación quedó determinada, en la misma Ley, en su artículo 15, párrafo único, para el día 1 de enero de 1929.
En 4 de octubre de 1930 su primer alcalde fue destituido por intervención de la Revolución de 1930, permaneciendo así mientras duró la intervención federal en el estado de Pernambuco.

## Turismo

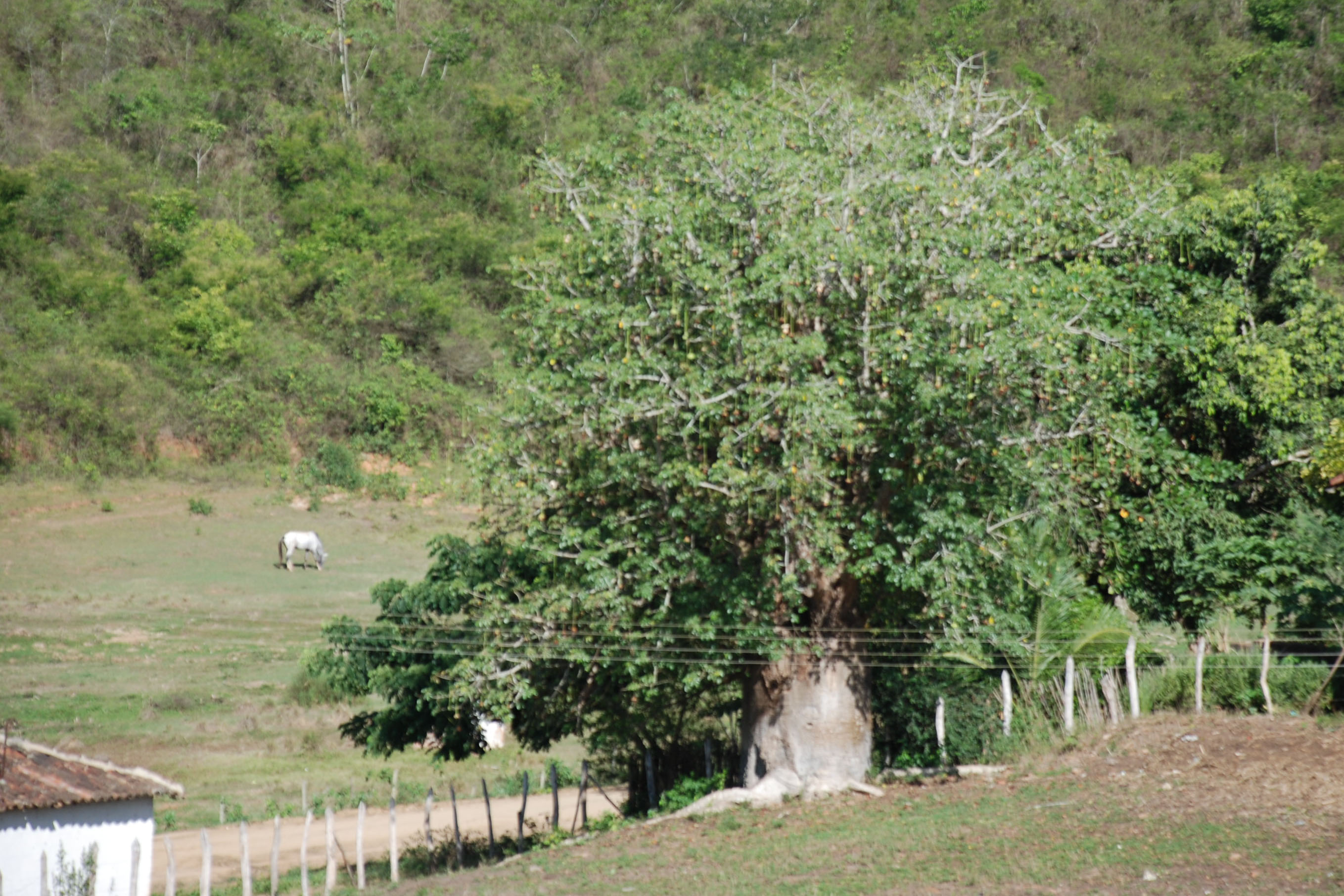
Vigencia Brasil

Vicência cuenta, en su topografía, con un relieve relativamente accidentado en la región metropolitana, pero con una sierra en su área rural.